# Garnerans
Garnerans és un municipi francès situat al departament de l'Ain i a la regió d'Alvèrnia-Roine-Alps. L'any 2007 tenia 632 habitants.

## Demografia

### Població
El 2007 la població de fet de Garnerans era de 632 persones. Hi havia 230 famílies de les quals 36 eren unipersonals (12 homes vivint sols i 24 dones vivint soles), 83 parelles sense fills, 99 parelles amb fills i 12 famílies monoparentals amb fills.
La població ha evolucionat segons el següent gràfic:
Habitants censats

### Habitatges
El 2007 hi havia 261 habitatges, 229 eren l'habitatge principal de la família, 23 eren segones residències i 9 estaven desocupats. 258 eren cases i 3 eren apartaments. Dels 229 habitatges principals, 198 estaven ocupats pels seus propietaris, 29 estaven llogats i ocupats pels llogaters i 2 estaven cedits a títol gratuït; 1 tenia una cambra, 5 en tenien dues, 27 en tenien tres, 52 en tenien quatre i 144 en tenien cinc o més. 188 habitatges disposaven pel capbaix d'una plaça de pàrquing. A 79 habitatges hi havia un automòbil i a 135 n'hi havia dos o més.

### Piràmide de població
La piràmide de població per edats i sexe el 2009 era:
| Homes | Edats   | Dones |
| ----- | ------- | ----- |
| 0     | 95 o +  | 0     |
| 4     | 90 a 94 | 0     |
| 4     | 85 a 89 | 16    |
| 0     | 80 a 84 | 0     |
| 16    | 75 a 79 | 4     |
| 8     | 70 a 74 | 12    |
| 12    | 65 a 69 | 16    |
| 4     | 60 a 64 | 8     |
| 8     | 55 a 59 | 16    |
| 20    | 50 a 54 | 12    |
| 36    | 45 a 49 | 20    |
| 20    | 40 a 44 | 28    |
| 24    | 35 a 39 | 16    |
| 4     | 30 a 34 | 16    |
| 12    | 25 a 29 | 24    |
| 4     | 20 a 24 | 20    |
| 32    | 15 a 19 | 24    |
| 28    | 10 a 14 | 28    |
| 16    | 5 a 9   | 12    |
| 8     | 0 a 4   | 16    |

## Economia
El 2007 la població en edat de treballar era de 408 persones, 303 eren actives i 105 eren inactives. De les 303 persones actives 290 estaven ocupades (164 homes i 126 dones) i 13 estaven aturades (8 homes i 5 dones). De les 105 persones inactives 43 estaven jubilades, 31 estaven estudiant i 31 estaven classificades com a «altres inactius».

### Ingressos
El 2009 a Garnerans hi havia 240 unitats fiscals que integraven 679,5 persones, la mediana anual d'ingressos fiscals per persona era de 19.935 €.

### Activitats econòmiques
Dels 20 establiments que hi havia el 2007, 1 era d'una empresa extractiva, 2 d'empreses de fabricació de material elèctric, 6 d'empreses de construcció, 3 d'empreses de comerç i reparació d'automòbils, 2 d'empreses de transport, 1 d'una empresa d'hostatgeria i restauració, 1 d'una empresa financera, 2 d'empreses de serveis, 1 d'una entitat de l'administració pública i 1 d'una empresa classificada com a «altres activitats de serveis».
Dels 6 establiments de servei als particulars que hi havia el 2009, 2 eren paletes, 1 guixaire pintor, 1 lampisteria, 1 electricista i 1 restaurant.
L'any 2000 a Garnerans hi havia 11 explotacions agrícoles.

## Equipaments sanitaris i escolars
El 2009 hi havia una escola elemental.

## Poblacions més properes
El següent diagrama mostra les poblacions més properes.